# ميك غرين
ميك غرين (بالإنجليزية: Mick Green)‏ هو عازف قيثارة بريطاني، ولد في 22 فبراير 1944 في Matlock, Derbyshire ‏ في المملكة المتحدة، وتوفي في 11 يناير 2010 في King George Hospital, London ‏ في المملكة المتحدة بسبب توقف القلب.

## وصلات خارجية
- ميك غرين على موقع IMDb (الإنجليزية)
- ميك غرين على موقع ميوزك برينز (الإنجليزية)
- ميك غرين على موقع ديسكوغز (الإنجليزية)
- ميك غرين على موقع قاعدة بيانات الفيلم (الإنجليزية)